# Valsbæk
Valsbæk (dansk) eller Wallsbek (tysk) er et vandløb i det nordlige Sydslesvig syd for den dansk-tyske grænse. Åen udspringer et sted ved hedemoserne ved Frøslev Sand/Frøslev Plantage, løber derfra mod syd, krydser den dansk-tyske grænse, har tilløb af Nørre- og Sønderbæk, og drejer ved Valsbøl mod sydvest hen imod Skovlund. Ved Skovlund løber Valsbækken sammen med Medenå og fortsætter som Skovlund Å (Skovlund Møllestrøm), som udmunder i Soholm Å. Valsbækken danner på dens ovre løb grænsen mellem kommunerne Hanved (Hanved Sogn, Vis Herred, tidl. Flensborg Amt) og Valsbøl (Valsbøl Sogn, Vis Herred, tidl. Flensborg Amt) i øst og Østerby (Medelby Sogn, Kær Herred, tidl. Tønder Amt) i vest. Bækken var altså tidligere grænseskel mellem Vis- og Kær Herred i Sønderjylland.
Navnet er en ellipse for Valsbøl Bæk. 